# Кормилицино
Кормилицино — деревня в Ярославском районе Ярославской области России. 
В рамках организации местного самоуправления входит в Карабихское сельское поселение; в рамках административно-территориального устройства включается в Карабихский сельский округ. 

## География
Расположена на реке Которосль, в 19 км к юго-западу от центра города Ярославль. На северо-востоке примыкает к посёлку Красные Ткачи.

## Население
| 2007 | 2010 |
| ---- | ---- |
| 514  | ↘512 |

## Общественный транспорт
Кормилицино обслуживается автобусными маршрутами №№ 105 Ярославль — Кормилицино, 110 Ярославль — Военный городок, 156 Ярославль — Курба, 157 Ярославль — Курба (через Козьмодемьянск), 157К Ярославль — Козьмодемьянск, 160 Ярославль — Иванищево, 162 Ярославль — Ильинское-Урусово.